# Verpulus kanoi
Verpulus kanoi is een hooiwagen uit de familie Sclerosomatidae.